# Liste altsprachlicher Gymnasien
Altsprachliche Gymnasien legen bereits in der Sekundarstufe I Wert auf die Vermittlung der alten Sprachen Latein und Griechisch, selten auch Hebräisch.

## Deutschland
Der Begriff Altsprachliche Gymnasien wird in Deutschland häufig für humanistische Gymnasien verwendet, ohne mit diesem deckungsgleich zu sein. Meist handelt es sich um traditionsbewusste Gymnasien mit einer langen Schulgeschichte. Typisch ist das Angebot von Latein als erster Fremdsprache ab der fünften Klasse. Griechisch ist heute bis auf Ausnahmen nicht mehr obligatorisch, als dritte, selten auch vierte Fremdsprache ist es Wahlpflicht- oder Wahlfach. Einige Schulen bieten auch Hebräisch als Wahlfach an. Im Unterschied zu modernen Fremdsprachen, die als „Kommunikationssprachen“ unterrichtet werden, steht bei den alten Sprachen als „Reflexionssprachen“ das Sprachverständnis im Mittelpunkt.
Die reformierte Oberstufe seit den 1970er Jahren erlaubt Schülern die Abwahl einiger Fächer, daher bestehen die traditionellen gymnasialen Zweige nur noch bedingt. Sie sind heute eher als von der Schule selbst bestimmtes Schulprofil zu verstehen. Die Wahl einer dritten Fremdsprache ist in den Schulgesetzen der meisten Bundesländer freiwillig und bereitet daher dem Griechischunterricht besondere Probleme, genügend leistungswillige Schülerinnen und Schüler in einer schwierigen Altersstufe zu finden.
Die aktuelle Einführung des Englischunterrichts bereits an den Grundschulen macht es erforderlich, diesen in der fünften Klasse mit mehreren Wochenstunden fortzusetzen. Das Lateinangebot kann dann nur als zusätzliche Fremdsprache erfolgen (zum Beispiel nach dem Biberacher Modell in Baden-Württemberg oder unter dem Namen „Latein plus“). Diesen Mehraufwand können in der Regel nur Schüler mit überdurchschnittlichen Leistungen erbringen. In manchen Bundesländern gilt dieses Angebot als verfrüht selektiv und wird beispielsweise in Mecklenburg-Vorpommern am Gymnasium nur für Hochbegabte ermöglicht.
Im Folgenden sind Gymnasien aufgeführt, die neben anderen Ausrichtungen einen altsprachlichen Zweig (mit Lateinangebot ab der 5., 6. oder 7. Klasse und späterem Griechischangebot) aufweisen. Die Zahl der Gymnasien, die lediglich Lateinunterricht ab der fünften oder einer höheren Klasse anbieten, ist weit größer; nicht erfasst werden Gymnasien, die Altgriechisch im Rahmen freiwilliger Arbeitsgemeinschaften anbieten.

### Baden-Württemberg
Viele altsprachliche Gymnasium in Baden-Württemberg bieten auch den Bildungsgang Europäisches Gymnasium an.
- Gymnasium Hohenbaden Baden-Baden
- Kolleg St. Blasien
- Schönborn-Gymnasium Bruchsal
- St. Paulusheim, Bruchsal
- Johann-Vanotti-Gymnasium Ehingen
- Peutinger-Gymnasium Ellwangen
- Georgii-Gymnasium, Esslingen am Neckar
- Berthold-Gymnasium, Freiburg im Breisgau
- Friedrich-Gymnasium, Freiburg im Breisgau
- Kurfürst-Friedrich-Gymnasium Heidelberg
- Theodor-Heuss-Gymnasium Heilbronn
- Bismarck-Gymnasium Karlsruhe
- Heinrich-Suso-Gymnasium Konstanz
- Hebel-Gymnasium Lörrach
- Feudenheim-Gymnasium Mannheim
- Karl-Friedrich-Gymnasium Mannheim
- Evangelische Seminare Maulbronn und Blaubeuren (Internate ab der 9. Klasse)
- Grimmelshausen-Gymnasium, Offenburg
- Ludwig-Wilhelm-Gymnasium, Rastatt
- Spohn-Gymnasium Ravensburg
- Albertus-Magnus-Gymnasium, Rottweil
- Heimschule Lender, Sasbach-Achern
- Landesgymnasium für Hochbegabte Schwäbisch Gmünd
- Kolleg St. Sebastian, Stegen
- Eberhard-Ludwigs-Gymnasium Stuttgart
- Karls-Gymnasium Stuttgart
- Reuchlin-Gymnasium Pforzheim
- Uhland-Gymnasium Tübingen
- Johannes-Kepler-Gymnasium Stuttgart

### Bayern
- Spessart-Gymnasium Alzenau
- Erasmus-Gymnasium Amberg
- Gymnasium Carolinum (Ansbach)
- Kronberg-Gymnasium Aschaffenburg
- Gymnasium bei St. Anna (Augsburg)
- Gymnasium bei St. Stephan (Augsburg)
- Franz-Ludwig-Gymnasium Bamberg
- Kaiser-Heinrich-Gymnasium Bamberg
- Gymnasium Christian-Ernestinum (Bayreuth)
- Robert-Schuman-Gymnasium Cham
- Gymnasium Casimirianum Coburg
- Johann-Michael-Sailer-Gymnasium Dillingen
- Gymnasium Donauwörth
- Gymnasium Fridericianum Erlangen
- Benediktinergymnasium Ettal
- Herder-Gymnasium Forchheim
- Dom-Gymnasium Freising
- Heinrich-Schliemann-Gymnasium Fürth
- Gymnasium Gars
- Jean-Paul-Gymnasium Hof
- Rainer-Maria-Rilke-Gymnasium Icking
- Reuchlin-Gymnasium Ingolstadt
- Jakob-Brucker-Gymnasium
- Hans-Carossa-Gymnasium Landshut
- St.-Michaels-Gymnasium der Benediktiner Metten
- Karlsgymnasium München-Pasing
- Ludwigsgymnasium (München)
- Maximiliansgymnasium München
- Theresiengymnasium München
- Wilhelmsgymnasium München
- Wittelsbacher-Gymnasium München
- Egbert-Gymnasium Münsterschwarzach
- Johann-Philipp-von-Schönborn-Gymnasium Münnerstadt
- Melanchthon-Gymnasium Nürnberg
- Neues Gymnasium Nürnberg
- Albrecht-Ernst-Gymnasium (Oettingen in Bayern)
- Gymnasium Leopoldinum Passau
- Albertus-Magnus-Gymnasium Regensburg
- Albrecht-Altdorfer-Gymnasium Regensburg
- Ignaz-Günther-Gymnasium Rosenheim
- Rhabanus-Maurus-Gymnasium St. Ottilien
- Gymnasium der Benediktiner Schäftlarn
- Celtis-Gymnasium Schweinfurt
- Johannes-Turmair-Gymnasium Straubing
- Augustinus-Gymnasium Weiden
- Gymnasium Weilheim
- Johann-Sebastian-Bach-Gymnasium Windsbach
- Wirsberg-Gymnasium Würzburg

### Berlin
In Berlin dauert die Grundschulzeit sechs Jahre. Durch den Besuch einer Lateinklasse ist der Wechsel ans Gymnasium in der 5. Klasse möglich.
- Goethe-Gymnasium (Wilmersdorf)
- Gymnasium Steglitz (Steglitz)
- Heinrich-Schliemann-Gymnasium Berlin (Prenzlauer Berg)
- Europäisches Gymnasium Bertha von Suttner (Reinickendorf)[2]
- Canisius-Kolleg Berlin (Tiergarten)
- Gymnasium zum Grauen Kloster (Schmargendorf)
- Schadow-Gymnasium (Zehlendorf)
- Französisches Gymnasium Berlin (Tiergarten)
- Heinz-Berggruen-Gymnasium (ehemaliges „Charlottenburger Gymnasium“ und „Erich-Hoepner-Oberschule“) (Westend)
- Arndt-Gymnasium Dahlem (Dahlem)

### Brandenburg
- Evangelisches Gymnasium Hermannswerder bei Potsdam

### Bremen
- Altes Gymnasium (Bremen)

### Hamburg
- Sankt-Ansgar-Schule (Borgfelde)
- Wilhelm-Gymnasium (Harvestehude)
- Christianeum (Othmarschen)
- Gelehrtenschule des Johanneums (Winterhude)

### Hessen
- Stiftsschule St. Johann (Amöneburg)
- Kaiserin-Friedrich-Gymnasium (Bad Homburg vor der Höhe)
- Altes Kurfürstliches Gymnasium Bensheim
- Ludwig-Georgs-Gymnasium (Darmstadt)
- Heinrich-von-Gagern-Gymnasium (Frankfurt am Main)
- Lessing-Gymnasium (Frankfurt am Main)
- Rabanus-Maurus-Schule / Domgymnasium Fulda (Fulda)
- Friedrichsgymnasium (Kassel)
- Bischof-Neumann-Schule (Königstein im Taunus)
- Tilemannschule (Limburg an der Lahn)
- Gymnasium Philippinum Marburg
- Albertus-Magnus-Schule (Viernheim)
- Diltheyschule (Wiesbaden)

### Mecklenburg-Vorpommern
- Fridericianum Schwerin
- Gymnasium Carolinum Neustrelitz
- Friedrich-Ludwig-Jahn-Gymnasium Greifswald
- Friderico-Francisceum Gymnasium zu Bad Doberan

### Niedersachsen
- Gymnasium Ulricianum Aurich
- Wilhelm-Gymnasium (Braunschweig)
- Ernestinum Celle
- Ratsgymnasium Goslar
- Max-Planck-Gymnasium (Göttingen)
- Gymnasium Leoninum (Handrup)
- Kaiser-Wilhelm- und Ratsgymnasium Hannover
- Gymnasium Andreanum (Hildesheim)
- Johanneum Lüneburg
- Gymnasium Carolinum Osnabrück
- Ratsgymnasium Osnabrück
- Ratsgymnasium Stadthagen
- Domgymnasium Verden
- Ubbo-Emmius-Gymnasium Leer

### Nordrhein-Westfalen
- Ratsgymnasium Bielefeld
- Bischöfliches St.-Josef-Gymnasium Bocholt
- Neues Gymnasium Bochum
- Aloisiuskolleg Bonn
- Beethoven-Gymnasium Bonn
- Schule Schloss Buldern
- Stadtgymnasium Dortmund
- Landfermann-Gymnasium Duisburg
- Görres-Gymnasium (Düsseldorf)
- Humboldt-Gymnasium Düsseldorf
- Städtisches Gymnasium Hennef
- Friedrich-Wilhelm-Gymnasium (Köln)
- Canisianum (Lüdinghausen)
- Gymnasium Adolfinum Moers
- Schillergymnasium Münster
- Quirinus-Gymnasium Neuss
- Gymnasium Theodorianum Paderborn
- Gymnasium Petrinum Recklinghausen
- Evangelisches Gymnasium Siegen-Weidenau
- Franziskus-Gymnasium Vossenack
- Heilig-Geist-Gymnasium (Würselen)
- Wilhelm-Dörpfeld-Gymnasium Wuppertal

### Rheinland-Pfalz
- Kurfürst-Salentin-Gymnasium (Andernach)
- Gymnasium an der Stadtmauer (Bad Kreuznach)
- Sankt-Josef-Gymnasium (Biesdorf)
- Stefan-George-Gymnasium (Bingen am Rhein)
- Albert-Schweitzer-Gymnasium (Kaiserslautern)
- Görres-Gymnasium (Koblenz)
- Eduard-Spranger-Gymnasium (Landau in der Pfalz)
- Theodor-Heuss-Gymnasium (Ludwigshafen)
- Theresianum (Mainz)
- Rabanus-Maurus-Gymnasium (Mainz)
- Privates Gymnasium Marienstatt (bei Hachenburg)
- Kurfürst-Ruprecht-Gymnasium (Neustadt an der Weinstraße)
- Immanuel-Kant-Gymnasium (Pirmasens)
- Regino-Gymnasium (Prüm)
- Gymnasium am Kaiserdom (Speyer)
- Friedrich-Wilhelm-Gymnasium (Trier)
- Rudi-Stephan-Gymnasium (Worms)

### Saarland
- Gymnasium am Stadtgarten (Saarlouis)

### Sachsen-Anhalt
- Latina August Hermann Francke (Halle (Saale))
- Giebichenstein-Gymnasium „Thomas Müntzer“
- Landesschule Pforta Bad Kösen (Internat ab 9. Klasse)
- Norbertusgymnasium Magdeburg

### Sachsen
- Evangelisches Kreuzgymnasium Dresden
- Christliches Gymnasium Johanneum Hoyerswerda
- Thomasschule zu Leipzig
- Sächsisches Landesgymnasium Sankt Afra Meißen
- Peter-Breuer-Gymnasium Zwickau[3]

### Schleswig-Holstein
- Domschule Schleswig
- Hermann-Tast-Schule Husumer Gelehrtenschule
- Katharineum zu Lübeck
- Kieler Gelehrtenschule

### Thüringen
- Evangelisches Ratsgymnasium Erfurt

## Österreich

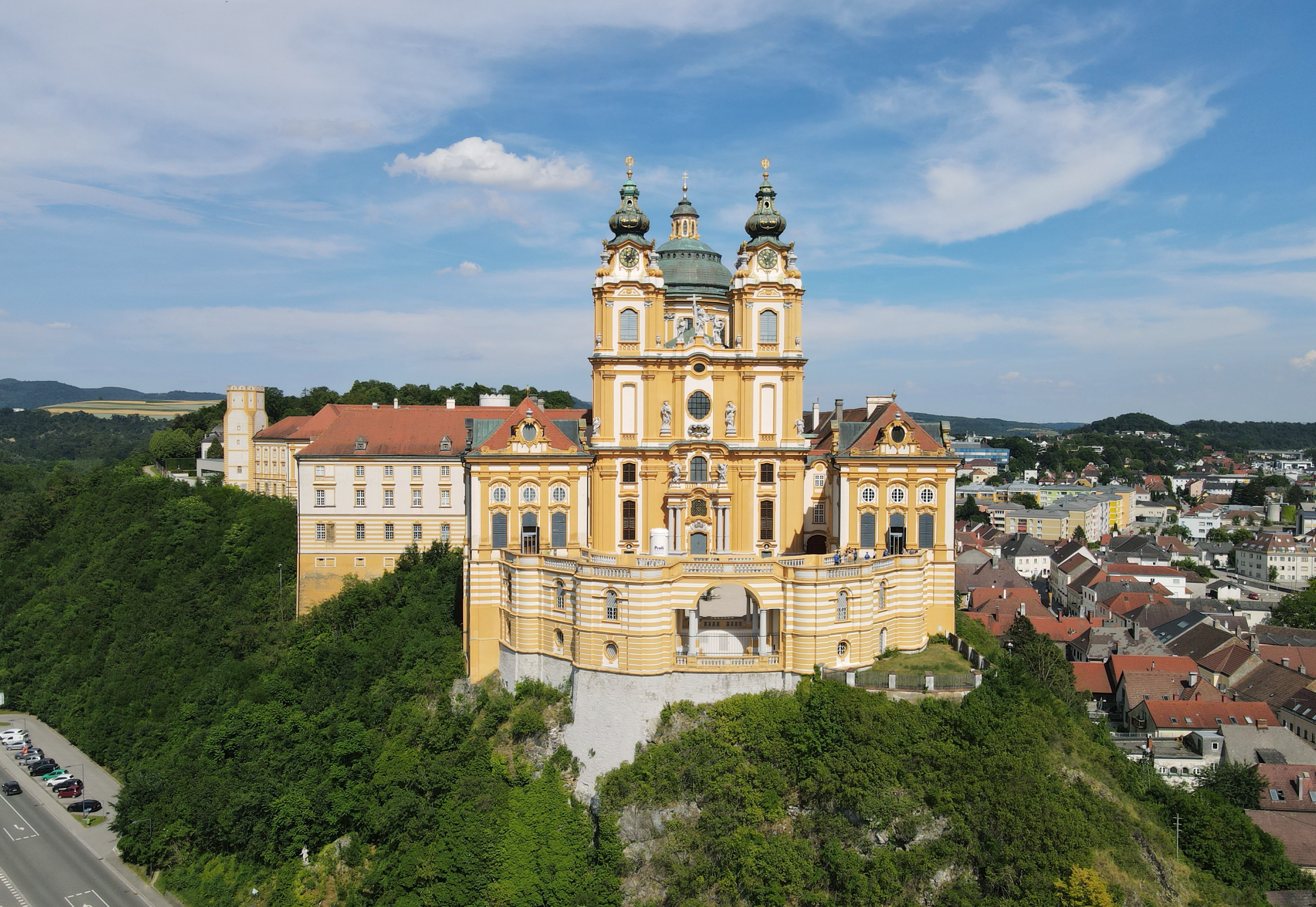
Stiftsgymnasium Melk

Auch in Österreich gibt es durch Hermann Bonitz eine neuhumanistische Schultradition wie in Deutschland. Im humanistischen Zweig des Gymnasiums kann Latein ab der siebenten Schulstufe (dritte Klasse) und Altgriechisch ab der neunten Schulstufe (fünfte Klasse) gewählt werden. Besonders traditionsreiche Schulen nennen sich Akademisches Gymnasium, es wird aber ebenso nach dem Lehrplan des humanistischen Zweiges unterrichtet.

### Niederösterreich
- Stiftsgymnasium Melk
- Stiftsgymnasium Seitenstetten
- Gymnasium Sachsenbrunn
- Bundesgymnasium Babenbergerring

### Oberösterreich
- Akademisches Gymnasium (Linz)
- Bischöfliches Gymnasium Petrinum (Linz)
- Stiftsgymnasium Kremsmünster

### Salzburg
- Akademisches Gymnasium Salzburg

### Steiermark
- Akademisches Gymnasium (Graz)
- Bischöfliches Gymnasium Graz

### Tirol
- Akademisches Gymnasium Innsbruck
- Bischöfliches Gymnasium Paulinum Schwaz

### Wien
- Akademisches Gymnasium
- Albertus Magnus-Gymnasium[4]
- Döblinger Gymnasium
- Gymnasium Fichtnergasse[5]
- Bundesgymnasium Wien 18 Klostergasse[6]
- Gymnasium des Kollegiums Kalksburg
- Gymnasium Kundmanngasse
- Gymnasium Maroltingergasse[7]
- Schottengymnasium
- Gymnasium Wasagasse
- Bundesgymnasium Wien 8

## Deutschsprachige Schweiz
In der deutschsprachigen Schweiz genossen die humanistischen Gymnasien wie in Deutschland lange ein hohes Ansehen. Durch die modernen Schulreformen sind alte Sprachen nur an ausgesuchten Kantonsschulen mit entsprechenden Abteilungen zu erlernen, die teilweise noch den Namen Literargymnasium tragen. Latein ist ab der 7. Klasse möglich.

### Kanton Aargau
- Alte Kantonsschule Aarau

### Kanton Basel-Stadt
- Gymnasium am Münsterplatz

### Kanton Basel-Landschaft
- Gymnasium Liestal

### Kanton Luzern
- Kantonsschule Beromünster

### Kanton Obwalden
- Stiftsschule Engelberg

### Kanton St. Gallen
- Kantonsschule am Burggraben

### Kanton Schaffhausen
- Kantonsschule Schaffhausen

### Kanton Schwyz
- Stiftsschule Einsiedeln

### Kanton Solothurn
- Kantonsschule Solothurn

### Kanton Wallis
- Lycée-Collège des Creusets[8]

### Kanton Zürich
- Freies Gymnasium Zürich
- Kantonsschule Freudenberg
- Kantonsschule Hohe Promenade
- Kantonsschule Limmattal
- Kantonsschule Rychenberg
- Kantonsschule Wiedikon
- Kantonsschule Zürcher Oberland
- Literaturgymnasium Rämibühl

## Europa

### Belgien
- Collège Notre-Dame de la Paix (Namur), Wallonie[9]

### Frankreich
- Lycée Fustel de Coulanges (Straßburg)[10]
- Lycée Saint-François-Xavier (Vannes)[11]
- Lycée Henri IV[12]

### Großbritannien und Nordirland
- Abingdon School[13]
- Alleyn’s School[14]
- Aylesbury Grammar School[15]
- Bancroft’s School[16]
- Bexley Grammar School[17]
- Birkenhead School[18]
- Bradford Grammar School[19]
- Bristol Grammar School[20]
- Charterhouse School
- Chigwell School[21]
- City of London School[22]
- Clifton College[23]
- Colchester Royal Grammar School[24]
- Dean Close School[25]
- Dollar Academy
- Downside School
- Dulwich College[26]
- Edinburgh Academy[27]
- Eton College
- Fettes College[28]
- Haileybury[29]
- Hampton School[30][31]
- Harrow School[32]
- Highgate School[33]
- Hutchesons' Grammar School[34]
- King Edward’s School, Birmingham[35]
- King Edward VI High School for Girls, Birmingham[36][37]
- King Edward VI School, Southampton[38]
- King’s College School[39]
- King Henry VIII School[40]
- Lancaster Royal Grammar School[41]
- Lancing College[42]
- Leicester Grammar School[43]
- Loughborough Grammar School[44]
- Magdalen College School[45]
- Malvern College
- Manchester Grammar School[46]
- Marlborough College[47]
- Merchant Taylors' School, Crosby[48]
- Methodist College Belfast[49]
- Millfield School[50]
- Monmouth School[51]
- Oakham School[52]
- Oundle School[53]
- Plymouth College[54]
- Queen Elizabeth’s Grammar School, Blackburn[55]
- Radley College[56]
- Reading School[57]
- Redland High School for Girls (wurde 2017 geschlossen)
- Reigate Grammar School[58]
- Repton School[59]
- Robert Gordon’s College[60]
- Royal Grammar School, Guildford[61]
- Royal Grammar School, High Wycombe[62]
- Royal Grammar School, Newcastle[63]
- Rugby School
- Sedbergh School[64]
- Sevenoaks School
- St. Aloysius' College
- St Paul’s School, London[65]
- Shrewsbury School[66]
- Stonyhurst College[67]
- Stowe School[68]
- The King’s School[69]
- The Maynard School
- The Perse Upper School[70]
- The Tiffin Girls' School[71]
- Tonbridge School[72]
- Warwick School[73]
- Wellington College[74]
- Whitgift School[75]
- Wilson’s School[76]
- Winchester College
- Withington Girls' School, Manchester[77]

### Italien
In jeder größeren italienischen Stadt gibt es mindestens ein altsprachliches Gymnasium.
- Liceo Classico Statale „G. M. Dettori“ Cagliari
- Liceo Classico „Giovanni Pantaleo“ (Castelvetrano)
- Liceo Ginnasio Statale „Alessandro Volta“ (Como)
- Convitto Nazionale „Bernardino Telesio“ (Cosenza)
- Liceo Bagatta (Desenzano del Garda)
- Convitto Nazionale Giordano Bruno (Maddaloni)
- Liceo Classico „Virgilio“ (Mantua)
- Liceo Ginnasio Statale „Alessandro Manzoni“ (Mailand)
- Liceo Ginnasio Statale „Giuseppe Parini“ (Mailand)
- Liceo Ginnasio Statale „Giovanni Berchet“ (Mailand)
- Liceo Ginnasio Statale „Omero – Tito Livio“ (Mailand)
- Liceo Ginnasio Statale „Giosue Carducci“ (Mailand)
- Liceo Ginnasio Statale „Emanuela Setti Carraro Dalla Chiesa“ (Mailand)
- Istituto Leone XIII (Mailand)
- Liceo Classico „Cesare Beccaria“ (Mailand)
- Istituto S. Ambrogio (Mailand)
- L’I.I.S.S. “Gandhi”
- Liceo Classico „Zucchi“ ([Monza])
- Liceo Classico „Giuseppe Garibaldi“ (Neapel)
- Convitto Nazionale „Vittorio Emanuele II“ (Neapel)
- Liceo Classico „Pansini“ (Neapel)
- Liceo Classico „Sannazaro“ (Neapel)
- Liceo Classico „G. B. Vico“ (Neapel)
- Liceo Classico „Umberto I“ (Neapel)
- Liceo Classico „A. Genovesi“ (Neapel)
- Liceo Classico „Vittorio Emanuele II“ (Neapel)
- Liceo Classico „Orazio Flacco“ (Portici)
- Liceo Classico „Carducci“ (Nola)
- Liceo Classico „A. Diaz“ (Ottaviano)
- Liceo Classico „Rosmini“ (Palma Campania)
- Liceo statale „Romagnosi“ (Parma)
- Convitto Nazionale „Maria Luigia“ (Parma)
- Liceo Classico „Melchiorre Gioia“ (Piacenza)
- Convitto Nazionale Statale „Francesco Cicognini“ (Prato)
- Liceo Ginnasio Statale „Cicognini“ (Prato)
- Liceo Ginnasio Statale „Ennio Quirino Visconti“ (Rom)
- Liceo Ginnasio Statale „Dante Alighieri“ (Rom)
- Liceo Ginnasio Statale „Virgilio“ (Rom)
- Liceo Classico Statale „Terenzio Mamiani“ (Rom)
- Liceo Ginnasio Statale „Tacito“ (Rom)
- Liceo Ginnasio Statale „Socrate“ (Rom)
- Liceo Ginnasio Statale „Platone“ (Rom)
- Liceo Ginnasio Statale „Giulio Cesare“ (Rom)
- Liceo Ginnasio Statale „Quinto Orazio Flacco“ (Rom)
- Liceo Ginnasio Statale „Goffredo Mameli“ (Rom)
- Liceo Ginnasio Statale „Lucrezio Caro“ (Rom)
- Liceo Ginnasio Statale „Torquato Tasso“ (Rom)
- Liceo Ginnasio Statale „Pilo Albertelli“ (Rom)
- Liceo Ginnasio Statale „Aristofane“ (Rom)
- Liceo Ginnasio Statale „Immanuel Kant“ (Rom)
- Liceo Ginnasio Statale „Benedetto da Norcia“ (Rom)
- Liceo Ginnasio Statale „Augusto“ (Rom)
- Liceo Ginnasio Statale „Bertrand Russell“ (Rom)
- Liceo Ginnasio Statale „Vivona“ (Rom)
- Liceo Ginnasio Statale „Plauto“ (Rom)
- Liceo Ginnasio Statale „Anco Marzio“ (Rom)
- Liceo Ginnasio Statale „Luciano Manara“ (Rom)
- Liceo Ginnasio Statale „Eugenio Montale“ (Rom)
- Liceo Ginnasio Statale „Seneca“ (Rom)
- Liceo Ginnasio Statale „Convitto Nazionale Vittorio Emanuele II“ (Rom)
- Liceo Ginnasio Statale „Gaetano De Sanctis“ (Rom)
- Liceo Ginnasio Statale „Gaio Lucilio“ (Rom)
- Liceo Ginnasio Statale „Marco Tullio Cicerone“ (Frascati)
- Liceo Ginnasio Statale „Ugo Foscolo“ (Albano Laziale)
- Liceo Ginnasio Statale „Catullo“ (Monterotondo)
- Liceo Ginnasio Statale „Eliano“ (Palestrina)
- Liceo Ginnasio Statale „Michelangiolo Buonarroti“ (Florenz)
- Liceo Ginnasio Statale „Dante Alighieri“ (Florenz)
- Liceo Ginnasio Statale „Galileo“ (Florenz)
- Liceo Ginnasio Statale „Machiavelli“ (Florenz)
- Liceo Ginnasio Statale „Galileo Galilei“ (Pisa)
- Liceo classico „Cavour“ (Turin)
- Liceo classico „Massimo D’Azeglio“ (Turin)
- Liceo classico „Alfieri“ (Turin)
- Liceo classico „Vincenzo Gioberti“ (Turin)
- Liceo Ginnasio Statale „A. Doria“ (Genua)
- Liceo Classico e Linguistico Statale „Cristoforo Colombo“ (Genua)
- Liceo Ginnasio Statale „G. Prati“ (Trient)
- Liceo Classico Europeo „Uccellis“ (Udine)
- Liceo Ginnasio Statale „J. Stellini“ (Udine)
- Convitto Nazionale „Paolo Diacono“ (Cividale del Friuli)
- Liceo Ginnasio Statale „Giacomo Leopardi“ (Pordenone)
- Liceo Ginnasio Statale „Dante Alighieri“ (Gorizia)
- Liceo Ginnasio Statale „Primož Trubar“ (Gorizia)
- Liceo Ginnasio Statale „Dante Alighieri“ (Triest)
- Liceo Ginnasio Statale „Francesco Petrarca“ (Triest)
- Liceo Ginnasio Statale Scipione Maffei (Verona)
- Liceo Ginnasio Statale „Marco Polo“ (Venedig)
- Liceo Ginnasio Statale „XXV aprile“ (Portogruaro)
- Liceo Ginnasio Statale „Antonio Canova“ (Treviso)
- Liceo Ginnasio Statale „Andrea Bocchi“ (Adria)

#### Südtirol
Seit der Oberstufenreform 2011 werden humanistische Gymnasien in Südtirol als klassische Gymnasien bezeichnet. Es gibt in Südtirol vier klassische Gymnasien mit deutscher und drei mit italienischer Unterrichtssprache.
- Franziskanergymnasium Bozen
- Klassisches Gymnasium Vinzentinum (Brixen)
- Klassisches, Sprachen- und Kunstgymnasium „Walther von der Vogelweide“ Bozen
- Sozialwissenschaftliches, Klassisches, Sprachen- und Kunstgymnasium Meran
- Istituto di Istruzione Secondaria di II° Grado „Gen. Antonio Cantore“ Brunico
- Istituto di Istruzione Secondaria di II° Grado „Gandhi“ Merano
- Liceo Classico e Liceo Linguistico „Giosuè Carducci“ Bolzano

### Kroatien
- Klasična gimnazija u Zagrebu
- Privatna klasična gimnazija u Zagrebu
- Biskupijska klasična gimnazija Rugjer Josip Bošković u Dubrovniku

### Niederlande

#### Provinz Flevoland
- Baken Trinitas Gymnasium, Almere

#### Provinz Fryslân
- Christelijk Gymnasium Beyers Naudé, Leeuwarden
- Stedelijk Gymnasium, Leeuwarden

#### Provinz Gelderland
- Gymnasium Apeldoorn, Apeldoorn
- Stedelijk Gymnasium, Arnhem
- Stedelijk Gymnasium, Nijmegen

#### Provinz Groningen
- Praedinius Gymnasium, Groningen
- Willem Lodewijk Gymnasium, Groningen

#### Provinz Nord-Brabant
- Stedelijk Gymnasium, Breda
- St.-Willibrord Gymnasium, Deurne
- Gymnasium Bernrode, Heeswijk
- Stedelijk Gymnasium, ’s-Hertogenbosch
- Sint-Oelbert Gymnasium, Oosterhout
- Gymnasium Beekvliet, Sint-Michielsgestel

#### Provinz Nord-Holland
- Murmelliusgymnasium, Alkmaar
- Barlaeus Gymnasium, Amsterdam
- Het 4e Gymnasium, Amsterdam
- Het Amsterdams Lyceum[79]
- Vossius Gymnasium, Amsterdam
- St. Ignatiusgymnasium, Amsterdam
- Cygnus Gymnasium, Amsterdam
- Stedelijk Gymnasium, Haarlem
- Gemeentelijk Gymnasium, Hilversum
- Gymnasium Felisenum, Velsen-Süd

#### Provinz Overijssel
- Gymnasium Celeanum, Zwolle

#### Provinz Süd-Holland
- Gymnasium Haganum, Den Haag
- Christelijk Gymnasium Sorghvliet, Den Haag
- Johan de Witt Gymnasium, Dordrecht
- Gymnasium Camphusianum, Gorinchem
- Coornhert Gymnasium, Gouda
- Stedelijk Gymnasium, Leiden
- Erasmiaans Gymnasium, Rotterdam
- Marnix Gymnasium, Rotterdam
- Stedelijk Gymnasium Schiedam, Schiedam
- Gymnasium Novum, Voorburg

#### Provinz Utrecht
- Johan van Oldenbarnevelt Stedelijk Gymnasium, Amersfoort
- Christelijk Gymnasium Utrecht, Utrecht
- Utrechts Stedelijk Gymnasium, Utrecht

### Russland
- Gymnasium Classicum Petropolitanum (Санкт-Петербургская классическая гимназия №610), St. Petersburg[80]

## Australien
- North Sydney Boys High School[81][82]
- Sydney Boys High School[83][84]
- Sydney Grammar School[85][86]

## Demokratische Republik Kongo
- Collège Saint-Joseph in Bulango[87][88]

## Vereinigte Staaten

### Colorado
- Ridgeview Classical Schools (Fort Collins)[89][90]

### Connecticut
- Hotchkiss School
- Hopkins School
- Kent School[91]

### Delaware
- St. Andrew’s School[92][93]

### Georgia
- Holy Spirit Preparatory School (Atlanta)[94][95][96]

### Illinois
- Naperville Christian Academy (Naperville)[97]
- New Trier High School (Winnetka (Illinois))

### Kansas
- Cair Paravel Latin School (Topeka)[98]

### Kentucky
- Highlands Latin School (Louisville)[99][100]

### Maryland
- Georgetown Preparatory School[101]
- Landon School[102]

### Massachusetts
- Belmont Hill School[103]
- Boston University Academy[104]
- Commonwealth School[105]
- Deerfield Academy[106]
- Groton School[107]
- Middlesex School[108]
- Milton Academy[109]
- Noble and Greenough School[110]
- Phillips Academy
- Roxbury Latin School (Boston)
- St. Mark’s School[111]
- Tabor Academy[112]

### Michigan
- North Hills Classical Academy (Grand Rapids)[113][114]

### Missouri
- John Burroughs School[115]

### New Hampshire
- Phillips Exeter Academy

### New Jersey
- Delbarton School[116]
- Lawrenceville School[117][118]
- Princeton Day School[119]

### New York
- Collegiate School
- Ethical Culture Fieldston School[120]
- Horace Mann School[121]
- Marymount School of NY[122]
- Ramaz Upper School[123][124][125]
- Regis High School[126]
- The Brearley School[127]
- The Montfort Academy[128][129]
- Trinity School[130]

### North Carolina
- Charlotte Latin School (Charlotte (North Carolina))
- Trinity Academy of Raleigh (Raleigh)[131]

### Ohio
- Western Reserve Academy[132]

### Pennsylvania
- Germantown Friends School[133]
- Haverford School[134]
- Mercersburg Academy[135]
- Saint Joseph’s Preparatory School (Philadelphia)
- Scranton Preparatory School (Scranton (Pennsylvania))
- The Episcopal Academy[136]
- The Hill School[137]

### Tennessee
- McCallie School[138]

### Texas
- The Kinkaid School[139]

### Virginia
- Episcopal High School[140]

### Washington D. C.
- Gonzaga College High School[141]
- National Cathedral School[142]